# Новий заповіт та міфологія
«Новий заповіт та міфологія» (нім. «Neues Testament und Mythologie») — теологічне есе лютеранського теолога Рудольфа Бультмана, опубліковане в 1941 році. Це есе загалом вважається однією з визначальних богословських праць XX століття. У ньому Бультман наголошує на необхідності розуміння надприродного Нового Заповіту (зокрема Євангеліє та чуда в розповідях про Христа в них), як такого, що носить важливий духовний, але міфологічний характер.

## Зміст
Бультман погоджується з раціоналістичною критикою Біблії у тому, що її події описані як міфи, отже вони недостовірні для сучасної людини, бо міфологічна картина світу пішла у минуле. На думку Бультмана цього потребує правило інтелектуальної чесності: щоб доносити сучасному секулярному світу науки і раціоналізму, необхідно говорити актуальною до нього мовою, без біблійного буквалізму та міфології. Заклик до віри не повинен, на думку Бультмана, нав'язувати застарілі уявлення, бо Біблія містить істину, яка ширша за міфологію. Міфологія — це донаукова картина світу, яка в наші дні переможена наукою.
Бультман докладно зупиняється на тому, якою має бути деміфологізація. Він відкидає крайності: зберегти міфологію і зробити керигму (зміст) незрозумілим і відкинути міфологію разом із керигмою. Свій шлях «ліберальної теології» він зводить до алегоричних тлумачень Писання, які протиставляли «ядро та шкаралупу». Однак тут була небезпека зведення керигми до моральної проповіді. Здійснюючи спробу екзистенційного тлумачення Євангелій, Бультман зауважує, що Ісус двоїстий: він міфологічний та історичний одночасно.

## Цитати
«Міф повинен інтерпретуватися не космологічно, але антропологічно вірніше, екзистенційно ... ».
«Християнська віра не є релігійний ідеалізм».